# Hans-Georg Koitz
Hans-Georg Koitz, né le 4 avril 1935 à Strzegom (Basse-Silésie, Pologne), est un prélat catholique allemand, évêque auxiliaire de Hildesheim de 1992 à 2010.

## Biographie

### Ministères et professorat
Après ses études secondaires, il étudie la philosophie et la théologie catholique à Francfort et Munich. Le 30 juin 1962, il est ordonné prêtre par Mgr Heinrich Maria Janssen (de). 
Il travaille alors comme aumônier de 1962 à 1965, puis comme missionnaire au Nigeria durant 2 ans. À son retour dans le diocèse, il devient professeur de religion au Gymnasium Josephinum Hildesheim (de). Puis, Mgr Heinrich Maria Janssen (de) le nomme, en 1974, recteur du séminaire diocésain, qu'il dirige pendant 18 ans.

### Épiscopat
Le 24 août 1992, il est nommé évêque titulaire de Cantanus (de) et évêque auxiliaire de Hildesheim par le Pape Jean-Paul II. Il est alors consacré le 25 octobre 1992, par Mgr Josef Homeyer, assisté de Mgrs Heinrich Pachowiak (de) et Heinrich Machens (de).
Après la démission de l'évêque diocésain, Mgr Josef Homeyer, le 20 août 2004, Mgr Koitz sert comme évêque auxiliaire supérieur puis est élu, le 23 août 2004 par le chapitre de la cathédrale de Hildesheim, administrateur apostolique jusqu'au 11 février 2006, date de l'installation comme évêque de Mgr Norbert Trelle.
Le 1er mai 2010, à l'âge de 75 ans, il prend sa retraite.